# Elephant Butte
Elephant Butte ist eine Kleinstadt im Sierra County des US-Bundesstaats New Mexico.

## Geographie
Elephant Butte liegt am Ausfluss des Rio Grande aus dem Elephant Butte Reservoir, dem größten See in New Mexico. Es hat 1390 Einwohner und eine Fläche von 7,7 km².

## Kultur und Sehenswürdigkeiten
Einmal jährlich finden die Elephant Days, ein Fest mit Verkauf von Agrarprodukten und einem Umzug, statt.

## Trivia
In der Stadt wurde der sadistische Serienvergewaltiger David Parker Ray im Jahr 1999 verhaftet.